# 罗森汉恩实验
罗森汉恩实验（Rosenhan Experiment）是1973年美国心理学家大卫·罗森汉恩关于检验美国精神病患鉴定标准的一项著名实验，并当年发布在《科学》杂志上。这项研究被认为是对精神病患鉴定标准的重要批判。

## 假病人实验
斯坦福大学心理学系的教授罗森汉恩博士于1972年进行了著名的罗森汉恩实验（后来也被称为“假病人实验”）。罗森汉恩博士招募了8个人（三女五男）扮演假病人，他们分别是一位二十多岁的研究生、三位心理学家、一位儿科医生、一位精神病学家、一位画家、一位家庭主妇。所有的假病人都告诉精神病医院的医生，他们幻听严重。但是除了这个症状以外，他们所有的言行完全正常，并且给问诊者的信息都是真实的（除了自己的姓名和职业外）。结果，他们8人中有7人被诊断为精神分裂症。被关入精神病医院后，这8个假病人的所有行为都表现正常，不再幻听，也没有任何其他精神病理学上的症状，但是却没有一个假病人被任何一个医护人员识破，倒是有病人懷疑他們的身分。当假病人坦白且要求出院时，由于他们已经被贴上“精神病”的标签，医护人员都认为这些病人“妄想症”加剧。精神病院的医务人员甚至发明了一些精神病学上的新术语来描述这些假病人的严重“病情”：假病人与人聊天被视为“交谈行为”，他们甚至认为假病人做笔记都是一种精神病病情的新发展，以至于“做笔记”被护士当作病人的病状以“书写行为”记录在他们的病历中。
罗森汉恩的研究有力地揭示了诊断标签的危险性——标签效应：一旦医护人员认定某一个人患有精神分裂症，就会把他的一切行为和举止视为反常。其实，有时，“病人”没有问题，有问题的倒是“医生”的眼力和判断力。这个心理学实验在教育学上的意义是：当一个孩子被贴上了“坏孩子”“差生”“笨蛋”等符合某个心理条件的标签时，那个标签将掩盖他的所有其他品质，甚至优点。无论那个孩子做什么，老师和家长都认为那个孩子“差”“坏”“笨”。人们歧视性的眼光和态度会迫使孩子的心理和行为向着人们的偏见——标签所指的方向发生偏转。在这种情况下，如果我们对孩子的“标签”态度不及时转变，最坏的结果就会发生：我们对孩子的负面看法（或者说，负面期望）可以变成孩子的自我确定，导致一个当初也许并不坏、并不差的孩子真的会成为一个“差生”或“坏”孩子。

## “不存在的病人”实验
第一次实验的结果发布后，罗森汉恩选择了了一家非常有名的研究教学医院进行第二次实验。这家医院的医务工作者们已经听说了罗森汉恩第一次实验的结果，但他们声称类似的错误不会在他们医院发生。于是罗森汉恩决定与这家医院安排进行类似的实验：在为期三个月的时段内，会有一名或多名实验参与者伪装成精神病人试图入院。医院工作人员则需要对每一位入院者做出评估来确认他们是否是伪装的精神病人。三个月过去后，合计193名病人中被院方挑出了41名伪装者，以及42名怀疑伪装者。但事实却是罗森汉恩根本就没有安排任何一人试图伪装入院，院方挑出的“伪装者”们，其实都是普通的精神病人。通过这项实验，罗森汉恩得出了“任何极易将自己引入严重错误歧途的诊断方法都不可能是可靠的诊断方法”的结论。
实验结束后这家医院收留的精神病人数量出现了明显下降，从而引来了各方对这家医院在实验进行之前滥收病人的指控。

## 声明
罗森汉恩本人在《科学》杂志的报道中说：
明显，我们不能在精神病院里清晰判别出一个人是否神志清醒。医院本身营造了一个特殊的环境，在当中的行为会被轻易误解。 在如此环境中对病人的环境影响——无力感，人格解体，疏离，屈辱，以及自我标签——似乎都无可置疑地表明出反治疗的结果。 

## 可能的解答
大卫·罗森汉恩本人亦无法完全理解这个现象并提出对策，但他提出两点可能性：
1. 增设一般性的精神健康机构，避开精神疾病的相关标签，让机构直接关注于具体问题和行为，从而将个人置于非贬义性的环境中。
2. 第二点则是提升精神健康工作者的敏感度，恪守准则；对于其他人，直接的精神问题的住院经历可能会有很大帮助。

并指出，之后的社会心理学研究可能深化相关问题的理解。